# Yogadieet
Het yogadieet of sattvisch dieet in onder andere het hindoeïsme, boeddhisme en jaïnisme, is een dieet dat gericht is op lichamelijk en geestelijk welzijn, voortvloeiend uit de achterliggende spirituele yogafilosofie. Daarbij behoort een aantal hoofdvoorschriften: eten en drinken mogen door hun werking de geest niet loom, traag of statisch maken, ze mogen niet kunstmatig stimulerend werken, maar moeten voedzaam zijn voor het lichaam en de geestelijke zuiverheid bewaren of bevorderen.
Voedingsmiddelen die oud of bedorven zijn of chemische stoffen bevatten die negatief inwerken op lichaam en/of geest, worden in dit dieet vermeden.

## Redenen
Het doel van de yoga is de zelfverwerkelijking of moksha, waarbij het individuele zelf of ik-bewustzijn vrijgemaakt wordt van alle bindingen door de drie guna's. Deze drie guna's of bindende principes zijn de emanaties vanuit de Kosmische Geest van Saguna Brahma, die samen de schepping voortbrengen. De subtielste guna is sattva (zuivere guna: ik ben), de bewegelijke guna is rajas (ik doe), en de grove of statische guna is tamas (ik heb gedaan). Elk wezen in de schepping zou zijn samengesteld uit een combinatie van deze drie guna's, waarbij de verdeling binnen een bepaald wezen afhangt van het ontwikkelingsstadium waarin het verkeert.
In de yogafilosofie gaat men ervan uit dat de vereniging met het Kosmisch Bewustzijn pas kan plaatsvinden nadat men het ik-bewustzijn naar de subtielste niveaus heeft weten te brengen waar de subtielste guna (sattva) dominant is. Om die ontwikkeling naar de dominantie van sattva te faciliteren, probeert de yogi het leven zo in te richten dat het denken en het doen zo veel mogelijk op zuiverheid gericht zijn. Dit streven wordt vergemakkelijkt als ook het lichaam van buiten (reinheid van lichaam en omgeving) en van binnen (zuiverheid van het bloed, het zenuwstelsel, de lichaamscellen) zo veel mogelijk vrij wordt gehouden van de externe invloeden van rajas en tamas. De dominantie van de rajas invloed zou de geest onrustig, onzuiver en ongeconcentreerd maken. De dominantie van tamas zou iemand sloom, slaperig of grof maken zoals bij de stimulering van de agressie, de lustgevoelens of de ontevredenheid.
Volgens de yogafilosofie heeft de aard van de genuttigde voeding dus een effect op de zuiverheid van lichaam en geest. De principes van dit dieet worden tevens toegepast in de Ayurveda om de gezondheid te herstellen of verbeteren. Ziekte zou volgens dit genezingssysteem ontstaan door een onevenwichtigheid van de guna's ten opzichte van de constitutie van de patiënt.

## Tamas
In voeding die oud of rot is bijvoorbeeld, is de statische factor (tamas) gaan overheersen en dus zal het eten of drinken van voeding die oud, rot, overrijp, gefermenteerd of gegist is door de yogi worden vermeden. Hetzelfde geldt voor voeding die een product is van rotting zoals b.v. paddenstoelen. Omdat vlees, vis en eieren vrijwel direct tot ontbinding overgaan en van zichzelf al heel snel een statisch overwicht krijgen, is het yogadieet ook strikt lacto-vegetarisch. Tussen de diverse vleessoorten zitten weer onderlinge verschillen, waardoor sommige hindoes b.v. nog wel vis, kip of konijn e.d. eten. De enige sattvische vleessoort zou vlees van het hert zijn. Een extra reden om geen vlees of vis te eten is, dat het doden van een dier als een onzuivere handeling wordt gezien omdat het karma van het dier onnodig voortijdig wordt beëindigd.
Onder de tamascategorie vallen ook enkele groentesoorten en een enkele tropische fruitsoort. Deze zijn meestal herkenbaar aan hun penetrante geur. Zo zouden alle planten uit de uien (look) familie, rode linzen en de durio vrucht een statisch effect op de geest hebben. Niet door een dokter voorgeschreven medicijnen behoren ook tot deze categorie. Sommige van de statische voedingsmiddelen zoals uien wekken bovendien extra warmte op in bepaalde klieren, wat een negatief effect zou hebben op de beheersbaarheid van bepaalde emoties.
Ook worden tabak, alcohol, voedsel met smaakversterkende middelen zoals azijn, en jezelf overeten als tamasisch beschouwd.

## Rajas
Voeding met een bewegelijk (rajas) effect zal in dit dieet vermeden worden omdat de geest er onrustig van wordt en zijn zuiverheid verliest. Tot deze categorie behoren bijvoorbeeld koffie, thee, chocolade, zout en koolzuurhoudende dranken, maar ook grote hoeveelheden scherpe kruiden. Bij grotere inname wordt het effect van deze voedingsmiddelen zelfs statisch.

## Sattva
De meeste groenten, het meeste fruit, granen, bonen (behalve rode linzen), honing, suiker en daarvan afgeleide producten zijn in principe sattvisch, tenzij ze door een verkeerde combinatie of door overeten rotting of gisting in het darmkanaal teweegbrengen of niet meer vers zijn.
De persoon die een gerecht klaarmaakt zou bovendien door zijn/haar gedachten tijdens de bereiding van invloed zijn op het karakter van het voedsel. Daarom eten de meeste yogi's liever niet in een restaurant of van voeding die is bereid door iemand met een "statisch" of grof karakter.